# 帝人ネステックス
帝人ネステックス株式会社（ていじんネステックス、Teijin Nestex Limited）は、自動車内装材、スポーツウェアなどの精練染色加工をおこなっている帝人のグループ企業であった。
本社は石川県能美市に所在した。
衣料品の海外縫製が主流となったことから、受注量や収益状況が悪化。2010年3月末で清算・解散した。

## 沿革
- 1947年 - 前身である大聖寺精練株式会社が設立。
- 1951年 - 帝人のグループ企業となる。
- 2001年 - 帝人ネステックス株式会社設立。
- 2002年 - ISO14001認証取得。
- 2005年 - ISO9001認証取得。
- 2010年 - 全事業から撤収。清算・解散する。